# Eiríksjökull
Eiríksjökull (en islandès, "glacera d'Eirík") és una glacera situada al nord-oest de Langjökull, a Islàndia. Té una àrea d'uns 22 km² i arriba una altitud de 1675m, convertint-la en la muntanya en forma de taula més gran d'Islàndia.
L'Eiríksjökull s'eleva uns 1000m sobre el seu voltant. Els seus 350m inferiors estan formats per una tuya d'hialoclastita (móberg) formada, suposadament, per una sola erupció volcànica subglacial i la part superior, d'uns 750m, consisteix en un volcà escut. Pel que fa a l'activitat volcànica, es considera adormit o extint.
De les seves neus, neix el riu Fnjóská, que desemboca en el fiord Eyjafjörður.